# Međunarodna brdska auto utrka Učka
Međunarodna brdska auto utrka Učka, hrvatsko automobilističko natjecanje. Organizira ju AK Opatija Motorsport. 2012. godine Hrvatski auto i karting savez proglasio ju je najboljom odnosno najbolje organiziranom brdskom auto utrkom za Prvenstvo Hrvatske.